# マイケル・ジョンソン (1988年生のサッカー選手)
マイケル・ジョンソン（Michael Johnson, 1988年3月3日 - ）は、イングランド・マンチェスター出身の元サッカー選手。ポジションはミッドフィールダー。

## 来歴
リーズ・ユナイテッドFCの下部組織でキャリアをスタートさせ、2004年にマンチェスター・シティFCのユースチームに移籍した。2006年10月にトップチームデビューを果たし、2007年、シーズン第2節のダービー・カウンティFC戦でプロ初ゴールを記録した。
順調なキャリアを積み代表入りも期待されたジョンソンだったが、2008-2009シーズンは序盤に骨盤等に問題を抱えてしまい8試合の出場に留まった。復活を期待された2009-2010シーズン、12月に前十字靭帯を損傷し、そのままシーズンを終えた。
2010-11シーズンは結局公式戦出場は一度もなく、2011-2012シーズンから恩師スヴェン＝ゴラン・エリクソンが率いるレスター・シティFCへレンタル移籍するも、オーバーウェイトで活躍できなかった。
その後は2度の飲酒運転による逮捕などを起こし、出場機会が全くないまま2012-2013シーズン中にマンチェスター・シティから放出された。2013年以降はプレーしていない。

## 所属クラブ
- マンチェスター・シティFC 2006-2012

→  レスター・シティFC 2011-2012 (loan)